# Elphas Toroitich Ndiwa
Elphas Toroitich Ndiwa (* 7. September 2003) ist ein ugandischer Leichtathlet, der sich auf den Hindernislauf spezialisiert hat.

## Sportliche Laufbahn
Erste internationale Erfahrungen sammelte Elphas Toroitich Ndiwa im Jahr 2021, als er bei den U20-Weltmeisterschaften in Nairobi in 8:58,09 min den sechsten Platz über 3000 m Hindernis belegte. Im Jahr darauf gelangte er dann bei den U20-Weltmeisterschaften in Cali mit 8:49,27 min auf Rang sieben. 2024 belegte er bei den Afrikameisterschaften in Douala in 8:43,91 min den achten Platz.
2022 wurde Ndiwa ugandischer Meister im 3000-Meter-Hindernislauf.

## Persönliche Bestleistungen
- 1500 Meter: 3:48,13 min, 1. Juli 2023 in Namboole
- 3000 m Hindernis: 8:34,23 min, 22. Mai 2024 in Nerja